# Digram
Een digram of bigram is een combinatie van twee letters in een zekere volgorde. 'SF' is een ander digram dan 'FS'. Een combinatie van drie letters noemt men een trigram, en van n letters een n-gram.
Digrammen en trigrammen spelen een rol bij datacompressie en cryptoanalyse. Op basis van statistische gegevens kan men in bepaalde gevallen versleutelde berichten ontcijferen door de tekst in di- of triremen op te splitsen. Omdat niet ieder digram even vaak in een natuurlijke taal voorkomt, kan men het gebruikte cijfer hieruit afleiden. Digrammen en trigrammen worden ook bij handcijfers gebruikt, de pen-en-papier-codes.
Een digram valt te onderscheiden van een digraaf. Dat is het verschijnsel dat in een bepaalde taal één klank door twee letters wordt weergegeven.